# Dinijar Bilaletdinow
Dinijar Rinatowicz Bilaletdinow (ros. Диния́р Рина́тович Билялетди́нов, tatar. Динияр Ринат улы Билалетдинев, Diniər Rinat uğlı Bilaletdinev, ur. 27 lutego 1985 w Moskwie) – piłkarz rosyjski grający na pozycji lewego pomocnika w litewskim klubie FK Trakai. Był w kadrze Rosji na Mistrzostwa Europy w Piłce Nożnej 2008, gdzie jego drużyna doszła do półfinału turnieju.

## Kariera klubowa
Bilaletdinow urodził się w Moskwie. W młodym wieku podjął treningi w młodzieżowej drużynie Lokomotiwu Moskwa. W 2004 roku został włączony do kadry pierwszej drużyny i wtedy też w wieku 19 lat zadebiutował w Premier Lidze. Od początku zaczął grać w pierwszym składzie Lokomotiwu i swoją postawą przyczynił się do wywalczenia mistrzostwa Rosji. W mistrzowskim sezonie rozegrał dla Lokomotiwu 25 meczów i strzelił 5 bramek. W 2005 roku Diniar spisywał się równie udanie. Zdobył 8 goli, wystąpił w eliminacjach do Ligi Mistrzów, a następnie w rozgrywkach Pucharu UEFA (gol w meczu z SK Brann), w których moskiewski klub dotarł do 1/16 finału. W lidze zajął z Lokomotiwem 3. pozycję. W 2006 roku powtórzył to osiągnięcie, ale w Pucharze UEFA jego zespół zakończył udział już po pierwszej rundzie. W 2007 roku zdobył z Lokomotiwem Puchar Rosji. W klubie z Rosji grał do sierpnia 2009 roku, kiedy to podpisał kontrakt z Evertonem. Pomimo zdobycia 9 bramek w 77 występach we wszystkich rozgrywkach, podczas sezonu 2011/2012 jego rola w zespole znacznie zmalała i w styczniu 2012 roku postanowił wrócić do Rosji, aby nie stracić miejsca w reprezentacji. Jego nowym klubem został Spartak Moskwa, kwota transferu nie została ujawniona.
| Sezon     | Klub             | Kraj   | Rozgrywki      | Mecze | Bramki |
| --------- | ---------------- | ------ | -------------- | ----- | ------ |
| 2004      | Lokomotiw Moskwa | Rosja  | Priemjer-Liga  | 25    | 5      |
| 2005      | Lokomotiw Moskwa | Rosja  | Priemjer-Liga  | 29    | 8      |
| 2006      | Lokomotiw Moskwa | Rosja  | Priemjer-Liga  | 29    | 3      |
| 2007      | Lokomotiw Moskwa | Rosja  | Priemjer-Liga  | 28    | 3      |
| 2008      | Lokomotiw Moskwa | Rosja  | Priemjer-Liga  | 26    | 9      |
| 2009      | Lokomotiw Moskwa | Rosja  | Priemjer-Liga  | 13    | 3      |
| 2009/2010 | Everton F.C.     | Anglia | Premier League | 23    | 6      |
| 2010/2011 | Everton F.C.     | Anglia | Premier League | 26    | 2      |
| 2011/2012 | Everton F.C.     | Anglia | Premier League | 10    | 0      |
| 2011/2012 | Spartak Moskwa   | Rosja  | Priemjer-Liga  | 8     | 1      |
| 2012/2013 | Spartak Moskwa   | Rosja  | Priemjer-Liga  | 14    | 3      |
| 2013/2014 | Spartak Moskwa   | Rosja  | Priemjer-Liga  | 2     | 0      |
| 2013/2014 | Anży Machaczkała | Rosja  | Priemjer-Liga  | 11    | 2      |
| 2014/2015 | Torpedo Moskwa   | Rosja  | Priemjer-Liga  | 17    | 2      |
| 2015/2016 | Rubin Kazań      | Rosja  | Priemjer-Liga  | 14    | 2      |
| 2016/2017 | Rubin Kazań      | Rosja  | Priemjer-Liga  | 0     | 0      |
| 2017      | FK Trakai        | Litwa  | A lyga         | 9     | 7      |
| 2018      | FK Trakai        | Litwa  | A lyga         | 20    | 4      |

## Kariera reprezentacyjna
Bilaletdinow ma za sobą występy w młodzieżowej reprezentacji Rosji U-21. Natomiast 17 sierpnia 2005 roku zadebiutował w pierwszej drużynie, w zremisowanym 1:1 meczu z Łotwą.

### Bramki w reprezentacji
| #  | Data                 | Miejsce                             | Przeciwnik | Bramka | Rezultat | Rozgrywki                                   |
| -- | -------------------- | ----------------------------------- | ---------- | ------ | -------- | ------------------------------------------- |
| 1. | 17 listopada 2007    | Stadion Ramat Gan, Tel Awiw, Izrael | Izrael     | 1:1    | 2:1      | Eliminacje Euro 2008                        |
| 2. | 23 maja 2008         | Stadion Lokomotiw, Moskwa, Rosja    | Kazachstan | 4:0    | 6:0      | Towarzyski                                  |
| 3. | 14 listopada 2009    | Stadion Łużniki, Moskwa, Rosja      | Słowenia   | 1:0    | 2:1      | Eliminacje Mistrzostwa Świata 2010 – Baraże |
| 4. | 14 listopada 2009    | Stadion Łużniki, Moskwa, Rosja      | Słowenia   | 2:0    | 2:1      | Eliminacje Mistrzostwa Świata 2010 – Baraże |
| 5. | 3 marca 2010         | ETO Park, Győr, Węgry               | Węgry      | 1:1    | 1:1      | Towarzyski                                  |
| 6. | 11 października 2011 | Stadion Łużniki, Moskwa, Rosja      | Andora     | 6:0    | 6:0      | Eliminacje Mistrzostw Europy 2012           |